# Генрі Мінцберг
Генрі Мінцберг (англ. Henry Mintzberg, 2 вересня 1939) — професор менеджменту МакГілльского університету в Монреалі — відомий канадський дослідник структури організацій і організаційної поведінки. Упродовж багатьох років незмінно обіймає перші місця в списках провідних фахівців світу в галузі менеджменту.

## Біографія
Закінчив факультет машинобудування Університету МакГілл, працював у відділі оперативного дослідження Канадської залізниці. Потім отримав диплом магістра і ступінь кандидат в Массачусетському технологічному інституті. З тих пір викладає на факультеті менеджменту Університету МакГілл. Крім цього, є професором університету Карнегі-Меллон, університету d'Aix-Mardeill, школи вищих досліджень Commerciales, Монреаль, Лондонської школи бізнесу і INSEAD. Володар 15 почесних дипломів університетів усього світу.
Кожна книга Генрі Мінцберга намагається бути своєрідним викликом усталеному громадському і професійної думки. Про це говорять назви деяких його книг: «Природа управлінської роботи» (1973 р.), «Структура в кулаці» (1983 р.), «Зліт і падіння стратегічного планування» (1994 р.), «Стратегічне сафарі» (1998 р.), «Потрібні менеджери, а не випускники МВА» (2004 р.) У роботі 2004 Мінцберг аналізує системи бізнес-навчання в США, Канаді, Австралії і Європі і ставить цілком розумне питання про те, чи здатна взагалі система навчання у вузі створити професійного менеджера, який готовий завтра ж очолити велику компанію або організацію.
Мінцберг опублікував 15 книг, остання книга, написана автором в 2009 році: «Ефективно Дій! Найкраща практика менеджменту». У книзі аналізується робота 29 менеджерів з різних сфер діяльності: бізнесу, державної служби, охорони здоров'я, симфонічного оркестру. Отримані дані Мінцберг сформував у систему, яка дає уявлення про сучасного менеджера і руйнує багато управлінських стереотипи. Стиль викладу в книзі — щира розмова.
Мінцберг опублікував понад 150 статей, дві з них отримали нагороду журналу MacKinsey «Harvard Business Review».
Генрі Мінцберг удостоєний нагород провідних наукових та галузевих асоціацій, у тому числі Академії менеджменту, Товариства стратегічного менеджменту та Асоціації управлінського консультування.
В останні роки Г. Мінцберг присвячує весь свій час розробці навчальних програм, в ході яких менеджери досліджують власний досвід у невеликих групах.
«Волл-стріт джорнел» поставив Генрі Мінцберга на 9-е місце в списку найвпливовіших мислителів, що працювали в області менеджменту.

## Теоретичні погляди
На думку Мінцберга, і самі управлінці, і суспільство в цілому сприймають менеджмент скоріше як науку або як професію, якої можна навчитися в стінах університету. Тоді як менеджмент — це найтонше мистецтво, оволодіти яким без досвіду неможливо. Тільки з досвідом може прийти розуміння нескінченних нюансів управлінського процесу, здатність вписувати власні знання в заданий контекст.
Мінцберг виділяє п'ять основних структур організацій, які він називає так:
- проста структура,
- машинна бюрократія,
- професійна бюрократія,
- дивізіональна форма,
- адхократія.

Кожна із цих структур відрізняється від інших тим, що в ній переважає одна з п'яти основних частин організації. Це повторення числа п'ять підштовхнуло Мінцберга назвати свою книгу «Структура в кулаці» (1983).

## Книга «Зліт і падіння стратегічного планування»
Книга видана українською мовою в 2008 році. Видавництво Олексія Капусти. Переклад з англ. К.Сисоєва.
В даній праці Генрі Мінцберг детально описує першопричини та історію стратегічного планування від самого зародження до занепаду.
На думку Мінцберга вкрай важливо переглянути процес створення стратегій, зробивши акцент на неформальному навчанні та особистому баченні. Мінцберг пропонує нові визначення планування і стратегії та в нестандартний спосіб розглядає різні моделі стратегічного планування й причини, через які ці моделі виявилися недієвими.
Аналізуючи так звані «підводні камені» планування, Мінцберг демонструє, як цей процес сам собою може зруйнувати інтерес працівників до праці, звузити бачення компанії, знеохотити до змін та сприяти розвитку інтриг усередині компанії.

Описує три основні припущення цього процесу, котрі виявилися хибними:
- що різкі зміни можна передбачити,
- що розробники стратегії можуть працювати окремо від поточної діяльності організації,
- що власне процес вироблення стратегії можна формалізувати.

Значну увагу Мінцберг присвячує описові нової ролі планування, планів і планувальників, але не в процесі вироблення стратегій, а довокола нього, як підпори, що забезпечує необхідні ресурси та часом визначає результати, а також заохочує до стратегічного мислення взагалі.

## Бібліоінформація
- Henry Mintzberg (1 січня 1973). The Nature of Managerial Work. Harper & Row.
- Henry Mintzberg (1979). The structuring of organizations: a synthesis of the research. Prentice-Hall.
- Mintzberg, H. (1983). Power in and around organizations. Theory of management policy series. Prentice-Hall. ISBN 978-0-13-686857-6. Архів оригіналу за 25 жовтня 2018. Процитовано 11 січня 2018.
- Henry Mintzberg (1983). Structure in fives: designing effective organizations. Prentice-Hall. ISBN 978-0-13-854349-5.
- Henry Mintzberg (1989). Mintzberg on Management: Inside Our Strange World of Organizations. Simon and Schuster. ISBN 978-0-02-921371-1.
- [5]
- Henry Mintzberg (31 січня 1994). Rise and Fall of Strategic Planning. Simon and Schuster. ISBN 978-1-4391-0735-5.
- Henry Mintzberg; Bruce Ahlstrand; Joseph Lampel (6 червня 2005). Strategy Safari: A Guided Tour Through The Wilds of Strategic Mangament. Simon and Schuster. ISBN 978-0-7432-7057-1.
- {[6]
- Henry Mintzberg (2001). Why I Hate Flying: Tales for the Tormented Traveler. Texere. ISBN 978-1-58799-063-2.
- Henry Mintzberg (30 березня 2009). Managers Not MBAs: A Hard Look at the Soft Practice of Managing and Management Development. ReadHowYouWant.com. ISBN 978-1-4429-7617-7.
- Henry Mintzberg (25 липня 2013). Strategy Bites Back ePub eBook. Pearson UK. ISBN 0-273-74716-9.
- Henry Mintzberg (8 листопада 2007). Tracking Strategies: Toward a General Theory. OUP Oxford. ISBN 978-0-19-160779-0.
- Henry Mintzberg (June 2010). Managing. ReadHowYouWant.com. ISBN 978-1-4587-7766-9.
- Henry Mintzberg; Bruce Ahlstrand; Joseph B. Lampel (9 липня 2013). Management? It's not what you think!. Pearson UK. ISBN 978-0-273-74881-6.
- Henry Mintzberg (15 травня 2017), Managing the Myths of Health Care: Bridging the Separations between Care, Cure, Control, and Community, Berrett-Koehler Publishers, ISBN 978-1-62656-907-2
- Mintzberg, H. (2015). Rebalancing Society: Radical Renewal Beyond Left, Right, and Center. Berrett-Koehler Publishers. ISBN 978-1-62656-318-6. Архів оригіналу за 25 жовтня 2018. Процитовано 11 січня 2018.